# Сантосильдес, Хосе Мария
Хосе Мария Франсиско Сильвестр Сантосильдес и де Льянос (исп. José María Francisco Silvestre Santocildes y de Llanos; 28 или 29 июня 1771, Барселона — 6 марта 1847, там же) — испанский дворянин, фельдмаршал и генерал времён Пиренейских войн.

## Биография
Родился 28 или 29 июня 1771 года в Барселоне. Его отцом был сержант-майор пехотного полка Мурсии Феликс Сантосильдес. 
Принимал участие в битвах при Медина-де-Риосеко, Панкорбо, Эспиноса-де-лос-Монтерос, Луго, Асторге и во время осады Асторги. После окончания войны в 1814 году он был назначен командующим генеральным штабом Правой Армии, и занимал эту должность до 1818 года. 
В 1820 году он был депортирован правительством на Мальорку и был реабилитирован лишь в 1825 году. В 1822 году, во время либерального трёхлетнего периода, он был генерал-капитаном Каталонии.